# Полошки регион
Полошки статистички регион јесте једна од 8 статистичких региона Северне Македоније. Управно средиште области је град Тетово.

## Положај
Полошки статистички регион се налази у северозападном делу земље и има државну границу на западу са Албанијом и на северу са Србијом. Са других страна област се граничи са другим областима:
- исток — Скопски регион
- југ — Југозападни регион

## Општине
- Општина Боговиње
- Општина Брвеница
- Општина Врапчиште
- Општина Гостивар
- Општина Желино
- Општина Јегуновце
- Општина Маврово и Ростуша
- Општина Теарце
- Општина Тетово

## Становништво
Полошка статистички регион имао је по последњем попису из 2002. г. 304.125 становника, од чега у самом граду Тетову 52.915 ст.
Кретање броја становника:
| Година пописа | Становништво | Промена |
| ------------- | ------------ | ------- |
| 1994.         | 282.432      | н/п     |
| 2002.         | 304.125      | +8,24%  |

Према народности састав становништва 2002. године био је следећи:
|           | Број    | Постотак |
| Укупно    | 173.814 | 100%     |
| Албанци   | 222.679 | 73,21%   |
| Македонци | 57.079  | 18,76%   |
| Турци     | 16.386  | 5,38%    |
| Роми      | 4.194   | 1,37%    |
| остали    | 3.178   | 1,04%    |

У Турке су убројани и Горанци, који живе у пар насеља на источним висовима Шар-планине.